# Félicité Herzog
Pour les articles homonymes, voir Herzog.
Félicité Herzog, née le 23 avril 1968 à Boulogne-Billancourt, est directrice de la stratégie et de l'innovation de Vivendi ainsi qu'administratrice de sociétés à Paris. Elle est également écrivaine.

## Biographie

### Famille et études
Félicité Herzog est la fille de Maurice Herzog et de Marie-Pierre de Cossé-Brissac, fille du duc de Brissac et de May Schneider, de la famille Schneider (Aciéries du Creusot). En 1999, son frère aîné meurt brutalement d'un infarctus. D'abord mariée à un avocat britannique avec lequel elle a un premier fils, elle épouse en 2013 l'homme d'affaires Serge Weinberg, dont elle aura aussi deux autres fils.
Elle est diplômée de l'Institut d'études politiques de Paris (SP 1991) et de l'Institut européen d'administration des affaires (MBA juin 2000).

### Carrière
En 1991, elle devient l'assistante au Figaro d'Alain Peyrefitte, maire de Provins et président du comité éditorial du Figaro. Elle participe notamment à l'élaboration d'un essai, La France en désarroi (éditions Fallois, 1992).
En 1992, Félicité Herzog entre dans la banque d'affaires Lazard frères. D’octobre 1992 à octobre 1993, elle travaille d'abord pour le département chargé du conseil aux gouvernements au sein d'une équipe chargée de conseiller la Russie et le Gabon. Puis, elle travaille à New York dans le département des fusions-acquisitions de cette même banque pendant trois ans. 
De septembre 1996 à juin 1997, elle rejoint l'équipe spécialisée dans les fusions-acquisitions dans les télécommunications chez J.P. Morgan à Londres.
Elle s'oriente vers le capital-investissement en rejoignant Apax Ventures & Co  dans son secteur télécommunications en juillet 1997, un fonds d'investissement basé à Londres.
Après avoir obtenu un MBA à l'INSEAD en 2000, elle devient associée de Madison Dearborn Partners, LLC, un fonds d'investissement américain.
De 2002 à 2006, Félicité Herzog revient en France et rejoint Publicis en tant que directrice des fusions et acquisitions du groupe. À ce moment, elle est désignée comme l'un des « 50 jeunes loups du capitalisme français » par L'Expansion.
En janvier 2007, elle est nommée directrice du développement d’Areva. Elle est chargée du programme « Bridge the Gap », un projet  destiné à permettre à Areva de répondre à la demande alors croissante d'énergie nucléaire. En juillet 2009, Félicité Herzog devient directrice générale adjointe de Technicatome, une filiale d'Areva, spécialisée dans les réacteurs de recherche. Elle quitte le groupe en 2013.
En 2014, Félicité Herzog crée Apremont Conseil. En décembre 2015, elle devient membre du conseil d’administration de Telecom Italia ainsi que membre de son Comité de Contrôle des risques (CCR). Elle démissionne de ces deux instances le 24 avril 2018. En mai 2016, elle devient administratrice de Gaumont et, en mai 2017, rejoint son Comité d'Audit.
En septembre 2019, elle rejoint Vivendi en tant que directrice de la stratégie et de l'innovation.
En 2024, elle se présente aux élections législatives dans la deuxième circonscription de Paris sous l'étiquette Les Républicains et obtient 6,72 % des voix à l'issue du premier tour.

## Écrivaine
En 2012, en mémoire de son frère mort treize ans plus tôt, Félicité Herzog écrit un roman autobiographique intitulé Un héros, où elle brosse un portrait de sa famille issue de la grande bourgeoisie, « enracinée dans la noblesse, la gloire et l’argent ». Elle y raconte son histoire et celle de son frère aîné, Laurent, mort à l’âge de trente-trois ans, victime d’un infarctus du myocarde. Elle tente d’analyser la naissance de sa maladie, la schizophrénie, son diagnostic et sa prise en charge très tardive. Félicité Herzog présente l’ouvrage comme un « roman », travaillant une matière « très vraie » mais s’autorisant une « construction romanesque, dramatique, comme dans une peinture réaliste où [elle] aurai[t] laissé [s]a sensibilité s'exprimer ». Plus que pour régler des comptes avec son père, qu'elle décrit comme un être exécrable, mythomane arriviste et égoïste, Félicité Herzog écrit ce roman pour régler une dette qu'elle pense avoir vis-à-vis de son frère aîné mort très tôt en raison de l'aveuglement de la famille qui n'a pas su voir les difficultés. Elle cherche dans ce « roman » les raisons qui ont amené son frère Laurent à finir sa vie dans l’escalier du château de La Celle, près de Rambouillet, et se pose la question « Jusqu’où faut-il remonter pour trouver la source d’une tragédie personnelle ? »
Elle est également l'auteure d'un second roman, Gratis, publié en 2015.
En avril 2017, elle publie un essai, La France Retrouvée, dans la collection Café Voltaire de Flammarion.
En août 2022, elle publie aux éditions Stock un roman, Une brève libération dans la collection « La bleue ». L'histoire se passe pour l’essentiel à Paris, pendant l’occupation allemande, puis dans le maquis du Vercors où les résistants se battent dans la neige et le froid. Le récit est celui de la grand-mère May, aussi libre de son corps en privé qu’attentive aux conventions immuables de l’aristocratie en public, qui reçoit dans son hôtel particulier le Tout-Paris de l’occupation, le Tout-Vichy, de Paul Morand à Pierre Drieu La Rochelle, de Josée Laval (la fille de Pierre Laval) à Coco Chanel. Et de la jeune fille qui grandit là, qui désapprouve en silence, prisonnière de ce monde clos, rétive cherchant à s’échapper par l’intellect et le plaisir : Marie-Pierre, belle adolescente promise à un mariage de l’entre-soi, est la mère de l’auteure,.

## Œuvres
- Félicité Herzog, Un héros, Paris, Le Livre de Poche, coll. « Littérature & Documents », 21 août 2013 (1re éd. 2012), 240 p. (ISBN 978-2-253-17480-6 et 2253174807, ASIN B00GNJRMYE). — L’ASIN fourni est celui de la première édition chez Grasset, actuellement indisponible.
- Gratis, Gallimard, août 2015  (ISBN 978-2070149902).
- Félicité Herzog, La France retrouvée, Paris, Flammarion, coll. « Café Voltaire », 5 avril 2017 (1re éd. 2017), 144 p. (ISBN 978-2-08-141430-3, présentation en ligne). Genre : Essais et documents politiques.
- Félicité Herzog, Une brève libération, éditions Stock, coll. « La bleu », 24 août 2022  (ISBN 223409402X).

## Distinctions
- Chevalière de la Légion d'honneur, 14 juillet 2019[16].
- Chevalière de l'ordre des Arts et des Lettres, promotion 2022[17].